# James Sumner
James Batcheller Sumner (ur. 19 listopada 1887 w Canton, Massachusetts, zm. 12 sierpnia 1955 w Buffalo, Nowy Jork) – amerykański chemik, laureat Nagrody Nobla z dziedziny chemii w roku 1946 (wspólnie z J.H. Northropem i W.M. Stanleyem) za wykazanie, że enzymy można uzyskać w formie krystalicznej.
Od 1929 roku był profesorem Cornell Medical School na Uniwersytecie Cornella w Ithace. Zajmował się badaniem enzymów, wykrystalizował ureazę w 1926 oraz katalazę w 1937. Ponadto oczyścił wiele innych enzymów.
Zmarł na raka w 1955 roku w wieku 67 lat.